# Veľká Lúka
Veľká Lúka (deutsch Großwiesen, ungarisch Nagyrét) ist eine Gemeinde in der mittleren Slowakei im Kreis Zvolen.

## Geografie
Das Dorf Veľká Lúka liegt im westlichen Teil des Altsohler Talbeckens (Zvolenská kotlina), im Gebiet des Kurortes Sliač, 14 km von Banská Bystrica (deutsch Neusohl) und 7 km von der Bezirksstadt Zvolen (deutsch Altsohl) entfernt, bei dem Flughafen Sliač. Die 389 Einwohner (2004) leben in 136 Häusern. Die Gesamtfläche umfasst 854 ha in der Meereshöhe von 308 bis 470 m. Durch das Dorf fließt der Bach Lukavica, welcher später in den Hron mündet.

## Geschichte
Die erste schriftliche Erwähnung als Nogreth stammt aus dem Jahr 1281. Von 1988 bis 1995 war Veľká Lúka nach Sliač eingemeindet.

## Bevölkerung
| Jahr                | 1994 | 2004 | 2014     | 2024     |
| ------------------- | ---- | ---- | -------- | -------- |
| Anzahl der Personen | 0    | 429  | 587      | 868      |
| Unterschied         |      | –    | +36,82 % | +47,87 % |

| Jahr                | 2023 | 2024    |
| ------------------- | ---- | ------- |
| Anzahl der Personen | 878  | 868     |
| Unterschied         |      | −1,13 % |

## Verkehr
Die Haltestelle Veľká Lúka liegt an der Bahnstrecke Zvolen–Červená Skala.